# Tom Clancy’s H.A.W.X 2
Tom Clancy’s H.A.W.X. 2 ist ein Flugsimulator, der von Ubisoft Bucharest entwickelt und von Ubisoft veröffentlicht wurde. Es stellt den Nachfolger zu Tom Clancy’s H.A.W.X dar. Er ist für Xbox 360, PlayStation 3, Windows und die Wii verfügbar. Die Veröffentlichung des Spiels für Xbox 360 war am 3. September 2010, die PS 3 folgte eine Woche später am 9. September 2010. Die Wii- und die Windows-Version waren am 11. November 2010 im Handel verfügbar.

## Spielprinzip
H.A.W.X. 2 bietet wie sein Vorgänger keine Flugsimulation. Dafür sind die Missionen jedoch abwechslungsreicher gestaltet worden. Das beginnt schon damit, dass man in einigen Missionen selbst starten und landen kann. Ein neues Spielelement ist die Luftbetankung; im ersten Teil spielte der Treibstoff des Flugzeuges keine Rolle.
Wie schon von anderen Ubisoft-Spielen bekannt, gibt es ein Browserspiel, welches Gegenstände im Hauptspiel freischaltet. Drei herunterladbare Inhalte erweitern das Spiel um Flugzeuge, Missionen und zusätzliche Bemalungen. Die Verfügbarkeit variiert je nach System.

## Kritiken
Die Fachpresse gab der Fortsetzung durchweg eine mittelmäßige Wertung. Eurogamer Deutschland Limited vergab sechs von zehn Punkten. Die Redakteure bemängelten die Technik, Missionsdesign und Story, die im Gegensatz zum Vorgänger eher ein Rückschritt sei. Der Tester Martin Woger merkte an: „Man muss es den Entwicklern von H.A.W.X. 2 schon lassen. Bei Nacht über feindlichem Gebiet mit einer Hercules AC 130 zu kreisen und Geleitschutz für ein durch Feindfeuer flüchtendes Auto zu geben, muss man erst einmal auf langweilig trimmen. Das kann nicht jeder.“ Das Magazin 4Players vergab für Xbox 360 und Playstation 3 eine Wertung von 78 Prozent. Als positiv wurde unter anderem die Grafik, das abwechslungsreiche Missionsdesign und die einfache Steuerung genannt. Negativ empfanden die Tester die öde Geschichte, den OFF-Modus, ein undurchsichtiges Erfahrungssystem und zu viele Fernsteuer-Missionen.
Ubisoft selbst bezeichnete ihr Spiel als Underperformer. Es verkaufte sich also schlechter als ursprünglich erwartet.